# 주영진
주영진(1967년 10월 28일~)은 대한민국의 기자 및 앵커이며 SBS의 방송기자다.

## 학력
- 서울대학교 법과대학

## 경력

### 사내보직
- 1993년 SBS 공채 3기 기자 입사
- SBS 보도국 정치부 기자
- SBS 보도국 사회부 기자
- 2009년 SBS 보도국 워싱턴 특파원
- SBS 보도국 정치부 차장
- 2014년 11월 SBS 보도국 정치부 부장
- 2015년 11월 SBS 보도국 시민사회부 부장
- SBS 보도국 선임기자(부장)/앵커
- 2020년 ~ 2023년 3월 31일 SBS 보도국 선임기자(부국장)/앵커
- 2023년 4월 3일 ~ SBS 보도국 논설위원

### 뉴스 앵커 경력
- 주영진의 뉴스브리핑 (2016년 4월 25일 ~ 2023년 3월 31일)
- 2020 국민의 선택 (2020년 4월 15일)
- 2022 국민의 선택 (2022년 3월 9일)

### 라디오 진행 경력
- 뉴스직격 (2025년 4월 7일 ~ 현재)